# Кандис, Рудольфс
Рудольфс Кандис (латыш. Rūdolfs Kandis; 1 июня 1901, Рига — 28 мая 1942, Красное Село) — офицер вооруженных сил Первой Латвийской Республики и Латышского легиона СС. Военный лётчик. Последний командир Латвийского авиационного полка (октябрь 1937 — сентябрь 1940). Командор высшей государственной награды Латвии ордена Трёх звёзд.

## Биография
Рудольфс Кандис родился 1 июня 1901 году в Риге. 25 мая 1919 года, после учебы во 2-й Рижской средней школе,  Кандис добровольно вступил в 3-й отдельный батальон. Был ранен в боях против большевиков в Латгалии. 8 августа 1919 года переведен в 3-й Елгавский пехотный полк, позже направлен в Латышское военное училище. С отличием окончив военное училище был зачислен в 6-й Рижский пехотный полк.
20 мая 1921 поступил в Военную авиационную школу, по окончании которой служил в авиационном дивизионе с квалификацией наблюдателя-летчика. В 1923 году возглавил отдел мотористов Военной авиационной школы. В 1924 окончил офицерские курсы и 20 июня 1925 получил звание капитана. Был награжден переходящей наградой как лучший латвийский пилот. В 1926 командовал эскадрильей дальней разведки, а в 1928 по обмену опытом отправился во Францию, где был прикомандирован к 3-му истребительному полку ВВС Франции, по возвращении был назначен начальником учебной части.
В 1932 году окончил военную академию и был назначен командиром истребительной эскадрильи авиационного полка, после чего стал адъютантом полка. 1 ноября 1934 году назначен командиром батальона, а в 1935 стал начальником авиационных курсов и был назначен руководителем главного правления Латвийского аэроклуба. 3 марта 1936 года Кандису было присвоено звание подполковника, а в феврале 1937 был назначен командиром авиационного полка. 18 ноября 1938 году награжден орденом Трёх звёзд 3 степени.
15 июня 1940 в 10.00 Рудольфс Кандис созвал командиров частей на совещание и объявил временную боевую готовности в связи с политическим давлением со стороны СССР. Кандис приказал,  к 18.00 всем эскадрильям привести свои самолеты в полную боевую готовность. В 19.00 состоялся новый брифинг, на котором Кандис приказал всем самолетам перебазироваться на посадочные площадки вдали от Риги, а затем поддерживать почасовую связь со штабом полка. 17 июня в 4.00 Кандис сообщил командирам эскадрилий, что Красная Армия войдет в Латвию без сопротивления, около 12.00 на аэродром Спилве прибыли шесть танков Красной Армии, Кандис приказал поставить самолеты в ангары и покинуть аэродром со всем личным составом.
Осенью 1940 года Канди было присвоено звание полковника. После нападения Германии на СССР в межвоенный период Кандис вступил в отряды самообороны Латвии. После взятия Риги 1 июля 1941 года немецкая разведка ищет русскоговорящих летчиков для заброски шпионов и диверсантов в тыл советского фронта. Полковник Кандис видит самоубийственный характер этой операции и распространяет среди бывших офицеров авиационного полка секретный пароль не участвовать в ней — по его указанию ни один летчик так и не подписался на это приглашение. После установления немецкой местной власти, Кандис организует гражданскую дорожную инспекцию. В феврале 1942 г. Кандис одним из первых откликнулся на призыв вступить в Латышский добровольческий корпус и отправился на Восточный фронт. Там Кандис был назначен офицером связи с латышами в штабе полицейской боевой группы Фридриха Еккельна, а затем работал в штабе командира корпуса генерала Бруно Гёдике, составляя планы боевых действий, сначала для латышских батальонов, а затем и для других частей. По вопросу замены латышских частей Кандис вступил в конфликт с немецким полковником Шмидтом: Кандис выступал против того, чтобы немецкие части до замены находились на фронте одну неделю, а латышские солдаты должны были проводить в окопах несколько недель.
Обстоятельства смерти полковника Рудольфса Кандиса до конца не ясны, известно, что он умер от огнестрельного ранения. По одной из версий, Кандиса застрелил пьяный немецкий лейтенант, по другой — смертельный выстрел в спину произвел немецкий полковник Шмидт, которого Кандис публично ударил за оскорбление латышских офицеров, а его адъютант лейтенант Брехман утверждал, что в азарте Кандис застрелился после неуважительного отношения к нему со стороны немецкого офицера.
С военными почестями был похоронен на Рижском братском кладбище. 

## Награды
- Орден Великого князя Литовского Гядиминаса III степени[1]
- Орден Трёх звёзд III и  V степени[1]
- Орден Виестура[1]
- Крест Заслуг айзсаргов[1]